# Altiatlasius koulchii
Altiatlasius koulchii és una espècie extinta de primat que visqué durant el Paleocè. La seva posició taxonòmica resta incerta. S'ha suggerit que podria pertànyer a la família dels toliapínids o l'ordre dels plesiadapiformes o que és un omòmid. Si se'l reconeix com a primat autèntic, es tracta de l'espècie més antiga d'aquest grup.